# Compagnie Mauvais Esprits
La Compagnie Mauvais Esprits est une compagnie de nouveau cirque fondée en 1994. Basée à Lescar et menée par Alix Bouyssié, elle s'attelle à renouveler les techniques de cirque par une démarche active de création, et les met au service d’une expression poétique, sociale, et politique. Après « Là » et « Maël », « Léonard…Malagomie » et « m’Aime Pas » explorent un territoire à la confluence du cirque et des arts plastiques.